# 藤岡靛
藤岡靛（英語：Dean Fujioka，日语： Dean Fujioka，1980年8月19日—），日本男演員、音樂家、模特兒、導演。生長於日本，大學時期留學美國。2004年先於香港出道，後赴臺灣發展，並於印尼結婚生子。2012年起回到日本發展，憑藉演出多部影視作品迅速走紅。現時個人事務所為日本經紀公司AMUSE，唱片公司則為A-Sketch。

## 早年經歷
藤岡靛出生於日本福島縣，成長於千葉縣。他有花粉症，曾認為自己不適合住在日本，加上嚮往IT產業，促使他高中畢業後前往美國西雅圖留學，主修IT；但因家人不支持，故幾乎皆以半工半讀的方式完成學業。美國發生九一一事件後，外國人取得簽證困難、求職不易，他無法繼續住在美國，生涯出現危機。此時的轉機是他記得大學教授所說的一句話：『接下來是亞洲的時代。』於是大學畢業後，當起背包客至亞洲多地（北京、越南、柬埔寨、泰國、香港）旅行，因緣際會在香港出道，從事模特兒工作，並以此為起點展開各類演藝活動。當時，他也在各地攝影或和其他創作者合作，從事許多創作。

## 演藝經歷
關於他的藝名，在中文（國語或粵語）語境當中，除了介紹全名時會提及他的中文藝名「藤岡靛」或本名「藤岡龍雄」（初期）以外，其實口頭上大多叫他「Dean」或「阿Dean」（香港）。其英文藝名中的「Dean」是他在美留學時由寄宿家庭的爸爸所取的暱稱；在香港工作時，由於當地的工作習慣叫英文名字，便沿用此名。日後另取中文藝名「靛」是因為英語的「Dean」、粵語的「癲」、粵語的「靛」三者諧音，而「癲」顯然不宜當藝名，故用「靛」
。日语藝名採用音译「Dean」的片假名寫法（罗马字：Dīn），外號則是，中文意近「阿Dean大人」。
1997年，藤岡靛的妹妹擅自替哥哥（以本名）報名第十屆的 JUNON SUPER BOY Contest ，最終進入決賽並演奏吉他，但他當年志在IT產業，對演藝工作不感興趣，並未藉此進入演藝圈。
2004年，他停留香港期間，參加了一個夜店活動，即興表演饒舌（說唱），現場恰巧有一位時尚雜誌編輯看到而發掘他出道。於是，他開始從事模特兒工作，但入行的最初動機只是為了生存，後來才發覺自己對演戲的熱忱。
2006年，他主演的第一部電影作品《八月的故事》先後於香港（21-22分鐘）、日本（62-63分鐘）、臺灣（58分鐘）上映，以電影新人之姿受到矚目。2006年起，其演藝事業的重心漸漸轉移到臺灣，並與臺灣偶像劇之母柴智屏簽約，開始在臺灣參與偶像劇演出。他的第一部電視作品《極道學園》，是與包偉銘、包小柏以及王傳一等眾多知名演員演出的奇幻偶像劇，劇中飾演一位喪失記憶的日本留學生，為了自己喜愛的人，努力對抗惡魔的侵略。
2007年1月，他的第二部電視作品《轉角＊遇到愛》（由大S徐熙媛與小豬羅志祥主演）於臺灣播出。他飾演一位日本天才鋼琴家，雖然戲分不重，卻引起很多人的注意與討論，真正拓展其知名度。同年11月，他在臺灣第一次參與的電影《夏天的尾巴》上映，創下頗佳的票房，與張睿家、鄭宜農以及林涵等人合作，廣受好評。原本他2007年還接拍了《麒麟館之戀》，該劇改編自日本漫畫《麒麟館戀史》，演員陣容包括同門師姐賴雅妍、日本F4中的美作阿部力（中文名：李振冬）以及陳怡蓉等人演出，但後因劇本出現問題而停拍。
2008年，柴智屏的新戲《不良笑花》播出，他與楊丞琳與潘瑋柏等人合作。此劇使他知名度大開，卻影響到私下的生活。為此煩惱的他自問是否要過這樣的人生後，拜託經紀公司停止所有的演藝工作並前往女友所在的雅加達，在那裡開始與 DJ Sumo（Sumantri）合作音樂。暫停演藝工作期間，仍收到很多粉絲請求回歸的訊息，他心想不可以放棄演藝事業而又開始演戲。
在臺灣電影《賽德克巴萊》中，他飾演一位日本殖民統治時代的日本士兵。當時認識的日本工作人員問他要不要到日本發展，他拒絕了對方，得知能夠繼續住在臺灣才與日本的經紀公司簽約（2011年起）。2011年下半年起，他所參與的三部電影陸續上映，包含了在全臺灣掀起討論的《賽德克巴萊》，與吳建豪、洪天祥、涂百鋒以及隆宸翰等人合演的《樂之路》，以及2012年春節強檔電影《痞子英雄首部曲：全面開戰》。
題材具爭議性的日本電影《I am Ichihashi～直到被逮捕》（暫譯）是他在日本的首部執導電影作品（2013年於日本上映），也是他第一次加入以日本人為主的工作團隊。最初僅擔任主角，但由於遲遲無法找到導演，製作方邀請他兼任執導。
2014年，根據真實歷史事件所製作的 NHK 特別單元劇《擊落～三名飛行員的故事》（暫譯）在衛星頻道播出，這是他在日本的首部電視作品，飾演抗日戰爭的中國空軍英雄樂以琴。同年10月，北美電視影集《平克頓偵探社》（暫譯）於美國播出（2015年1月於加拿大播出），這是他在北美的首部電視作品，擔任一個半常規的日本人角色。
2015年7月，北川景子主演的《偵探的偵探》播出，這是在日本的首部連續劇。同年9月起，波瑠主演的《阿淺》播出，為首部NHK晨間劇，因飾演關鍵角色「大阪經濟之父」五代友厚（五代才助）而廣為人知，成為話題人物。該角色在劇中病逝後，許多女性觀眾心情變得低迷不振，此現象日文媒體稱為「五代失落」（五代ロス）。
2016年1月，深田恭子主演的《拜託請愛我》播出，他飾演女主角的抖Ｓ前上司。這部連續劇在日本與臺灣為同期首播（日本週二播出、臺灣週六播出），日文與華文媒體皆甚關注。同年2月，挾其人氣，他所主演的電影舊作《忍者怪物》（暫譯）於日本再度上映。同年3月，應民眾不斷詢問與要求，他以前在印尼製作的音樂專輯《Cycle》得以在日本發行。其後，他在網路劇《快樂婚禮》與 NHK 特別單元劇《喧囂之城、寧靜之海》（暫譯）中皆擔任男主角。
在第19回日刊體育日劇大賞中，他以《阿淺》的角色得到提名，最終票選結果為第四名；在第88回日劇學院賞中，他以《阿淺》與《拜託請愛我》的角色雙雙得到提名，最終票選結果分別為第三名與第二名。日劇學院賞甚至頒發特別獎給他，表揚「五代大人熱潮」（五代様ブーム）對高收視率的貢獻。除此之外，他受 NHK 之邀擔任超高畫質電視（2016年8月起試播）的導覽者，代言其宣傳影像。
2016年8月，藤岡靛官方後援會「FamBam」成立。
在2016年的東京國際戲劇節上，他憑《阿淺》榮獲第九屆「東京戲劇獎」（陸媒與港媒分別譯為「東京電視劇大獎」及「東京劇集大奬」）的最佳男配角獎。出道多年，終於在故鄉日本創下佳績。
2021年，再度接受編劇大森美香延攬，出演由吉澤亮主演的大河劇《直衝青天》，也是首次出演大河劇。由於先前在《阿淺來了》造就「五代失落」熱潮，相隔五年再度出演大阪經濟之父五代友厚一角。成為繼山本耕史後第2位在大河劇和晨間劇飾演同一角色的演員。

## 個人生活
他的爸爸是在中國山西省出生的日本人，在他小時候曾教他說一些中文，例如數字。雙親和祖父母皆為日本人，父親從事IT相關工作，母親則是鋼琴教師，是二男二女當中的長子。大妹藤岡麻美也是藝人，目前在臺灣發展。太太是印尼籍華裔，她與孩子目前住在雅加達。夫妻兩人在臺北相識，交往四年多後在峇里島舉行婚禮，育有一對雙胞胎（一男一女的龍鳳胎）。2016年10月31日，藤岡靛宣佈太太再度懷孕。2017年3月11日寶寶誕生。《週刊女性》爆料，除了3名孩子，他還有一名20歲繼子，即使沒有血緣關係，仍視為己出。
他除了有過敏性鼻炎，也對麩質過敏，故不能吃麵粉類的食物。曾因患顏面神經麻痺而休養了半年多。

## 影視作品

### 電影
| 上映年份 | 片名                           | 飾演角色      | 導演                         | 產地                 |
| -------- | ------------------------------ | ------------- | ---------------------------- | -------------------- |
| 2007年   | 八月的故事                     | 平安          | 麥婉欣                       | 香港                 |
| 2007年   | 七月好風                       | 道人          | 譚國明                       | 香港                 |
| 2007年   | 夏天的尾巴                     | 不破朗        | 鄭文堂                       | 臺灣                 |
| 2011年   | 賽德克巴萊                     | 宮川通信兵    | 魏德聖                       | 臺灣                 |
| 2011年   | 樂之路                         | 吉他手Yi      | 李劭尹、洪天祥               | 臺灣                 |
| 2012年   | 痞子英雄首部曲：全面開戰       | 李探員        | 蔡岳勳                       | 臺灣                 |
| 2013年   | I am Ichihashi 在被逮捕之前    | 市橋達也      | 兼任                         | 日本                 |
| 2014年   | 舞！舞！舞！                   | Furu          |                              | 日本、比利時         |
| 2014年   | 365平安日：幸福的呼吸          | 篤史          | 永田琴                       | 日本                 |
| 2015年   | Ninja The Monster              | 傳藏          | 落合賢                       | 日本                 |
| 2016年   | 風雲高手                       | 曾率男        | 張清峰                       | 臺灣                 |
| 2017年   | 結婚                           | 古海健兒      | 西谷真一                     | 日本                 |
| 2017年   | 鋼之鍊金術師                   | 羅伊·馬斯坦古 | 曾利文彥                     | 日本                 |
| 2018年   | 坂道上的阿波羅                 | 桂木淳一      | 三木孝浩                     | 日本                 |
| 2018年   | 飛上天空的輪胎                 | 澤田悠太      | 本木克英                     | 日本                 |
| 2018年   | 來自大海的男人                 | 阿海          | 深田晃司                     | 日本、法國、印尼合作 |
| 2019年   | 失憶的總理大臣                 | 井坂          | 三谷幸喜                     | 日本                 |
| 2019年   | 天使信號                       | Takaya        |                              | 日本                 |
| 2021年   | 扶桑花女孩之舞（動畫電影）     | 鈴懸涼太      | 水島精二（總監督）、綿田慎也 | 日本                 |
| 2022年   | 巴斯克維爾的獵犬 夏洛克劇場版  | 譽獅子雄      | 西谷弘                       | 日本                 |
| 2022年   | 鋼之鍊金術師 完結篇 復仇者斯卡 | 羅伊·馬斯坦古 |                              | 日本                 |
| 2022年   | 鋼之鍊金術師 完結篇 最後的鍊成 | 羅伊·馬斯坦古 |                              | 日本                 |
| 2024年   | 最后的里程                     | 五十嵐道元    | 塚原亞由子                   | 日本                 |

### 電視劇
| 首播年份 | 電視台            | 劇名                                     | 飾演角色        | 產地   | 備註                                             |
| -------- | ----------------- | ---------------------------------------- | --------------- | ------ | ------------------------------------------------ |
| 2006年   | 華視              | 極道學園                                 | 新堂定（Dean）  | 臺灣   |                                                  |
| 2007年   | 中視              | 轉角＊遇到愛                             | 安藤楓          | 臺灣   |                                                  |
| 2008年   | 華視              | 不良笑花                                 | 賈思樂          | 臺灣   |                                                  |
| 2013年   | 三立都會台        | 就是要你愛上我                           | 神谷靛          | 臺灣   |                                                  |
| 2014年   | NHK綜合頻道       | 撃墜：三名飛行員～為生命而戰的年輕人們～ | 樂以琴          | 日本   |                                                  |
| 2014年   |                   | 平克頓偵探社                             | Kenji Harada    | 加拿大 |                                                  |
| 2015年   | 富士電視台        | 偵探的偵探                               | 桐嶋颯太        | 日本   |                                                  |
| 2015年   | NHK綜合頻道       | 阿淺                                     | 五代友厚        | 日本   |                                                  |
| 2016年   | TBS電視台         | 請和廢柴的我談戀愛                       | 黑澤步          | 日本   |                                                  |
| 2016年   | NHK綜合頻道       | 喧囂的街、寧靜的海                       | 水無月進        | 日本   | 首度單主演日本公共媒體電視劇                     |
| 2016年   | TBS電視台         | IQ246〜華麗事件簿〜                      | 賢正            | 日本   |                                                  |
| 2017年   | NHK綜合頻道       | 精靈守護者II 悲哀的破壞神                | 一韓            | 日本   |                                                  |
| 2017年   | 日本電視台        | 現在開始威脅你                           | 千川完二        | 日本   | 首度雙主演日本民間媒體電視劇（與武井咲共同主演） |
| 2017年   | 朝日電視台        | 小荳荳！                                 | 河毛博          | 日本   |                                                  |
| 2018年   | 富士電視台        | 基度山恩仇記-華麗的復仇-                 | 柴門暖          | 日本   | 首度單主演日本民間媒體電視劇                     |
| 2019年   | 富士電視台        | 悲慘世界-無盡的旅途-                     | 馬場純          | 日本   |                                                  |
| 2019年   | 富士電視台        | 夏洛克-未敘之章-                         | 譽獅子雄        | 日本   |                                                  |
| 2020年   | TBS電視台         | 危險的維納斯                             | 矢神勇磨        | 日本   |                                                  |
| 2021年   | NHK綜合頻道       | 直衝青天                                 | 五代友厚        | 日本   | 首度出演大河電視劇                               |
| 2021年   | 富士電視台        | 來自灰色星球的小王子                     | 光井倫久        | 日本   |                                                  |
| 2022年   | 日本電視台        | 潘朵拉的果實 〜科學犯罪搜查檔案〜        | 小比類巻祐一    | 日本   |                                                  |
| 2022年   | WOWOW             | HOTEL -NEXT DOOR-                        | 三枝克明        | 日本   |                                                  |
| 2023年   | 朝日電視台        | 星降的夜晚                               | 佐佐木深夜      | 日本   |                                                  |
| 2023年   | NHK綜合頻道       | 爛漫                                     | 天狗 / 坂本龍馬 | 日本   |                                                  |
| 2023年   | 富士電視台        | 派對咖孔明                               | 劉備            | 日本   |                                                  |
| 2024年   | NHK綜合頻道       | 正直不動產2                              | 神木涼真        | 日本   |                                                  |
| 2024年   | 朝日電視台        | 大叔的愛－Returns－                      | 拉格斐・翔      | 日本   | 第4集客串                                        |
| 2025年   | NHK BSP4K、NHK BS | 正直不動產 Minerva Special               | 神木涼真        | 日本   |                                                  |
| 2025年   | TBS電視台         | 對岸的家事～這就是我的生存之道！～       | 中谷達也        | 日本   |                                                  |

### 網路劇
- 2016年 快樂婚禮（日本 Amazon Prime Video 出品） - 主演・間宮北斗（首度主演日本網路劇）
- 2021年 我推是王子 第8話（『來自灰色星球的小王子』衍生劇集，FOD）- 飾演・光井倫久
- 2022年 潘朵拉的果實 〜科學犯罪搜查檔案〜Season2（6月 - 7月，Hulu） - 主演・小比類卷祐一
- 2024年 誰是被害者2（臺灣 Netflix 出品） - 飾演・張耿浩

### 短片
| 年份   | 片名                    | 飾演角色 | 導演   | 備註           |
| ------ | ----------------------- | -------- | ------ | -------------- |
| 2006年 | 2 Cartons of Alphabet H |          | 麥婉欣 |                |
| 2007年 | So Poetic               | 鬥牛士   | 麥婉欣 |                |
| 2007年 | 睡公主                  | 咖啡店員 | 麥婉欣 | 與何韻詩主演。 |
| 2007年 | 睡王子                  |          | 麥婉欣 | 與何韻詩主演。 |

### 音樂錄像（MV）
僅列出非本人演唱的歌曲。
| 年份   | 歌手   | 歌曲      | 導演   | 備註                                                 |
| ------ | ------ | --------- | ------ | ---------------------------------------------------- |
| 2005年 | 何韻詩 | 勞斯‧萊斯 | 麥婉欣 | 與陳冠希合演。                                       |
| 2007年 | 林智文 | 請你離開  | 洪天祥 |                                                      |
| 2007年 | 何韻詩 | 睡王子    | 麥婉欣 | MV版《睡王子》剪輯自短片《睡公主》和短片《睡王子》。 |
| 2007年 | 王心凌 | 這就是愛  | 黃中平 |                                                      |
| 2011年 | 吳建豪 | 哎呀      | 陳慧翎 |                                                      |

## 音樂作品

### 電視劇與廣告單曲
- 2013年 My Dimension（電影『I am ICHIHASHI 在被逮捕之前』主題曲）
- 2016年 Priceless（CANON EOS M5『Remix Your Photography』亞太區廣告配樂）
- 2016年 History Maker（動畫『勇利!!! on ICE』片頭曲）
- 2017年 Unchained Melody（朝日電視台綜合性新聞節目『SATURDAY STATION』片尾曲）
- 2017年 Permanent Vacation（電影『結婚』主題曲）
- 2017年 Speechless（Canon EOS M6『Uncover the Hidden』亞太區廣告配樂）
- 2017年 午夜天使的翅膀（NHK教育頻道『看電視學中文』主題曲）
- 2017年 Let it Snow!（日本電視台『現在開始威脅你』主題曲）
- 2017年 Do Re Mi（NHK『4K、8K Super Hi-Vision 試驗播放篇』廣告MV）
- 2018年 Echo（富士電視台『基度山恩仇記-華麗的復仇-』主題曲）
- 2018年 Hope（NHK『4K、8K Super Hi-Vision 彩虹篇』廣告配樂）
- 2019年 Maybe Tomorrow（朝日電視台『我的初戀情人』主題曲）
- 2019年 Made In JPN（朝日電視台綜合性新聞節目『SATURDAY STATION』『SUNDAY STATION』片尾曲）
- 2019年 Shelly （富士電視台『夏洛克-未敘之章-』主題曲）
- 2019年 Searching for the Ghost（富士電視台『夏洛克-未敘之章-』片頭曲）
- 2019年 Made in JPN（朝日電視台『Saturday Station』片尾曲）
- 2019年 Chasing a Butterfly（電影『Angel Sign』主題曲）
- 2020年 Go The Distance - CH Ver.（網易手機遊戲『隐世录』活動主題曲）
- 2021年 Take Over（日本電視台綜合性新聞節目『SUKKIRI!!』3月主題曲）
- 2021年 Runaway（富士電視台『來自灰色星球的小王子』插入曲）
- 2022年 Spin The Planet（『COACH』OUTLET 牛仔布系列全球活動主題曲）
- 2022年 Apple（日本電視台『潘朵拉的果實 〜科學犯罪搜查檔案〜』主題曲）
- 2022年 Be Alive（網易多人競技遊戲『第五人格』日本職業聯賽主題曲）
- 2024年 被愛者（台灣影集《誰是被害者2》片尾曲）
- 2024年 In Truth（台灣影集《誰是被害者2》日文主題曲）

### 專輯
- 2016年3月30日 《Cycle》（2008年~2013年於印尼製作、2016年於日本發行）
- 2019年1月30日 《History In The Making》
- 2021年12月8日 《Transmute》
- 2024年12月20日《Stars of the Lid》

### 其他
- 2006年10月5日 〈極道戰役〉電視劇《極道學園》片頭主題曲（藤岡靛擔任人聲打擊與饒舌說唱並與王傳一、李偉豪、馬如龍合唱）收錄於原聲帶中
- 2016年4月20日 〈Hello Radio〉Japan FM League 與 TSUTAYA 合辦的春季活動 ACCESS! 之限期歌曲（由多位音樂家所組成的團體 The Poolside 創作、演唱）[43]

## 其他作品

### 廣播
- 「アジアン！プラスα　Dean Tatsunami RADIO」（2007年2月9日－2008年3月28日，文化放送）[44][45]
- 「SUNDAY MARK'E 765」的「DEAN FUJIOKAのCh-Ch-Ch-Check it Out！！！」（2016年4月3日－2018年3月25日，FM COCOLO）[46]
- 「DEAN FUJIOKA・ Produce Super Edition」（2019年1月・2021年12月，JFNC）
- 「ROPPONGI PASSION PIT」（2020年4月4日－2022年3月26日，J-WAVE）

### 新聞節目
- SATURDAY STATION（朝日電視台）特派員，不定期演出（2017年－2020年）

### 書籍
- 照片詩集《Tatsumaki Photoessay》
- 雜誌連載「Have a nice Dean!!」（UOMO，2016年12月號 - 2017年10月號，集英社）
- 繪本《ふぁむばむ》畫：ヒカリン（Kraken Lab，2021年4月9日）ISBN 978-4-910315-04-1
- 寫真集《Z-Ero》攝影：RK（幻冬舍，2021年6月30日） ISBN 978-4-344-03811-0
- 新聞連載「STORY」（週刊ENTAME，2021年12月4・11・18・25日，讀賣新聞朝刊）

## 獎項紀錄
| 年份   | 大賞名稱                     | 獎項                    | 作品                         |
| ------ | ---------------------------- | ----------------------- | ---------------------------- |
| 2016年 | 第88回日劇學院賞             | 特別獎                  | 《阿淺》                     |
| 2016年 | 第9屆東京國際戲劇節          | 最佳男配角獎            | 《阿淺》                     |
| 2016年 | 第3屆Yahoo! JAPAN檢索大獎    | 年度大獎、男性演員獎    | 《阿淺》                     |
| 2016年 | CONFiDENCE日劇大獎           | 年度大獎、新人獎        | 《阿淺》                     |
| 2016年 | CONFiDENCE日劇大獎           | 年度大獎、新人獎        | 《請和這個沒用的我談戀愛》   |
| 2016年 | CONFiDENCE日劇大獎           | 年度大獎、新人獎        | 《IQ246〜華麗事件簿〜》      |
| 2017年 | 第41屆Élan d'or獎            | 新人獎                  | 《阿淺》                     |
| 2017年 | 第41屆Élan d'or獎            | 新人獎                  | 《請和這個沒用的我談戀愛》   |
| 2017年 | 第41屆Élan d'or獎            | 新人獎                  | 《喧囂的街、寧靜的海》       |
| 2017年 | 第41屆Élan d'or獎            | 新人獎                  | 《快樂婚禮》                 |
| 2017年 | 第41屆Élan d'or獎            | 新人獎                  | 《IQ246〜華麗事件簿〜》      |
| 2017年 | 第5屆日本動作片大獎          | 優秀男性動作演員獎      | 《IQ246〜華麗事件簿〜》      |
| 2017年 | 第1屆Crunchyroll年度動畫大獎 | 最佳片頭曲獎            | 《History Maker》            |
| 2018年 | 第12屆CONFiDENCE日劇大獎     | 最佳男主角獎            | 《基度山恩仇記-華麗的復仇-》 |
| 2018年 | MTV日本音樂錄影帶大獎        | 最佳另類錄影帶獎        | 《Echo》                     |
| 2019年 | 第42屆日本電影學院獎         | 優秀男配角獎            | 《飛上天空的輪胎》           |
| 2019年 | 平成動畫歌曲大獎             | 2010-2019年度觀眾票選獎 | 《History Maker》            |
| 2019年 | Weibo Japan                  | 中日文化交流貢獻大使    |                              |

## 外部連結
- DEAN FUJIOKA Official Site （页面存档备份，存于）
- 藤冈靛 - my official artist  profile -alivenotdead.com （页面存档备份，存于）
- 藤岡靛官方FAN CLUB
- 藤岡靛的Facebook專頁
- 藤岡靛的Instagram帳戶
- 藤岡靛的X（前Twitter）
- YouTube上的藤岡靛頻道
- 藤冈靛DeanFujioka的新浪微博
- Dean Fujioka 藤岡靛的TikTok
- DEAN FUJIOKA　/　藤岡靛 AMUSE官方個人資料頁 （页面存档备份，存于）
- Amuse Inc.的Facebook專頁
- 藤岡靛在互联网电影资料库（IMDb）上的資料（英文）